# Nottarp Glacier
Nottarp Glacier är en glaciär i Antarktis. Den ligger i Östantarktis. Nya Zeeland gör anspråk på området. Nottarp Glacier ligger 529 meter över havet.
Terrängen runt Nottarp Glacier är varierad. Trakten är obefolkad. Det finns inga samhällen i närheten. 